# Barcelona (Sorsogon)
Barcelona ist eine philippinische Stadtgemeinde in der Provinz Sorsogon. Sie hat 20.990 Einwohner (Zensus 1. August 2015).

## Baranggays
Barcelona ist administrativ in 25 Baranggays unterteilt.
| - Alegria - Bagacay - Bangate - Bugtong - Cagang - Fabrica - Jibong - Lago - Layog - Luneta - Macabari - Mapapac - Olandia | - Paghaluban - Poblacion Central - Poblacion Norte - Poblacion Sur - Putiao - San Antonio - San Isidro - San Ramon - San Vicente - Santa Cruz - Santa Lourdes - Tagdon |